# Wegkapelle (Jettenhausen)

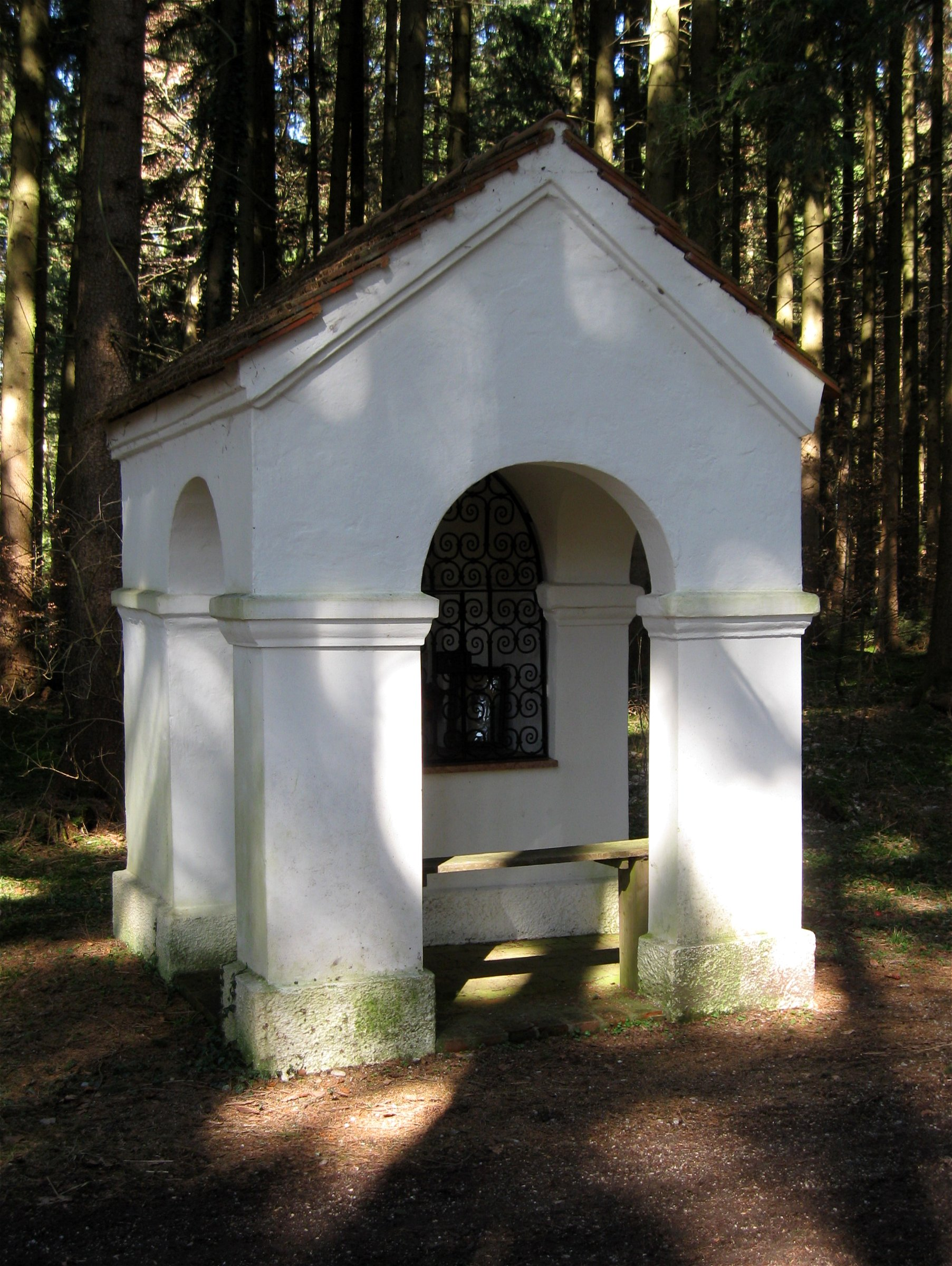
Wegkapelle Jettenhausen

Die Wegkapelle Jettenhausen ist eine Wegkapelle im Ortsteil Jettenhausen der oberbayerischen Gemeinde Oberhaching im Landkreis München. Sie ist als Baudenkmal in die Bayerische Denkmalliste eingetragen.

## Beschreibung
Die Wegkapelle liegt außerhalb der Ortschaft Jettenhausen etwa 350 Meter nordöstlich des Dorfzentrums im Wald an dem Weg nach Kreuzpullach. Sie stammt aus dem zweiten Viertel des 19. Jahrhunderts.
Das Bauwerk hat einen etwa quadratischen Grundriss und trägt ein Satteldach. Einer massiven Rückwand mit einer durch ein schmiedeeisernes Gitter verschlossenen Nische ist ein offener Portikus mit Rundbögen vorgelagert, der auf zwei massiven Pfeilern ruht. Rückwand und Pfeiler ruhen auf Steinsockeln und sind unterhalb der Bogenansätze durch ein Gesims horizontal gegliedert. In der Wandnische befindet sich ein Wandbild des kreuztragenden Christus.